# LN24
Les News 24, plus connue sous le sigle LN24, est une chaîne de télévision belge francophone d'information, lancée en septembre 2019. C'est la seule chaîne d'information en Belgique, active en télévision et sur le web. Une matinale (LN matin) en direct sur LN Radio (en simultané sur LN24) avec des invités politiques, économiques et culturels.

## Historique
En octobre 2018, la chaîne est officiellement annoncée pour le courant de 2019. Le projet est fondé par deux anciens du journal L'Écho, Joan Condijts, ancien rédacteur en chef, et Martin Buxant, journaliste politique. Ainsi que Boris Portnoy, fondateur de la société de production KNTV,,. Le 14 février 2019, le groupe annonce une date de lancement, le 2 septembre 2019, ainsi que la volonté d'étendre leur réseau en participant à l'appel d'offres concernant l'octroi d'une fréquence radio, en FM et DAB+.
La chaîne est lancée le 2 septembre 2019 à 20 h en direct depuis le parlement européen de Bruxelles. Trois mois plus tard, le jeudi 19 décembre 2019, le Conseil d'administration démet de ses fonctions son administrateur délégué Boris Portnoy. Des problèmes relationnels et des divergences stratégiques entre associés sont à l'origine de cette décision. Cette crise de management éclate dans un contexte de rentabilité difficile pour le secteur de la pub TV. Les résultats d'audience de LN24 sont inférieurs à 1 % de parts de marché. Boris Portnoy est remplacé par Joan Condijts comme administrateur délégué[réf. souhaitée].
Le 19 février 2020, LN24 diffuse le débat pour la présidentielle de l'Open Vld. Le débat est en néerlandais, sous-titré en français : une chaîne francophone qui diffuse un débat en cette langue, c'est une première dans le pays.
Le 8 février 2021, la chaîne annonce son arrivée sur la plateforme Auvio de la RTBF. Le contenu des émissions et ses reportages seront ainsi disponibles sur le net et sur l'application mobile.
Le 29 août 2022, la chaîne dévoile une nouvelle grille, intègre de nouveaux studios dans les locaux du groupe de presse IPM. Elle donne également naissance à LN Radio.
Le 13 juin 2023, Martin Buxant, fondateur de la chaine, annonce son départ pour RTL-TVI. Celui-ci devrait avoir lieu d'ici le mois de septembre 2023.

### Records d'audience et stabilisation difficile
En mars 2020, en pleine pandémie de Covid-19 en Belgique, LN24 affiche ses meilleures audiences depuis son lancement. En moyenne, la chaîne touche 129 000 téléspectateurs par jour. Ce score représente une augmentation de +200 % par rapport au mois de février. Sur la totalité du mois de mars, LN24 approche le million de téléspectateurs.
À cause du Covid-19 à partir du mois de mars 2020, la chaîne procède à ses premiers licenciements économiques.
En 2021, la chaîne de télévision LN24 change de propriétaire, c’est le groupe de médias IPM (La Libre Belgique, etc.) qui est aux manettes de la seule chaîne d’information en continu éditée en Belgique francophone.
Le 22 décembre 2021, François le Hodey, administrateur délégué de IPM et, désormais, président exécutif de LN24, dévoile la stratégie de relance pour augmenter l'audience de la chaîne TV. Avec par exemple une matinale d'information commune, disponible en télévision, en radio et sur Internet avec DH Radio.
En janvier 2024, la chaîne ne parvenant pas à stabiliser ses audiences au-delà de 2%, LN24 prévoit de diviser ses pertes annuelles par deux, avec un objectif de 2 millions d’euros de pertes pour l'année en cours. Des mesures d'économies sont décidées. Par voie de communiqué, la Société des journalistes de LN24 précise que « la viabilité de la chaîne est remise en cause à court/moyen terme ». 

## Émissions
Dès le début de l'existence de la chaine, plusieurs émissions occupent la grille. Les programmes s'organisent dès la deuxième année autour de deux programmes phares : « La Matinale » et, en soirée, « Les Visiteurs du Soir ». Le week-end, « Cause Toujours » aborde les tendances du moment et l'art de vivre sous toutes ses formes.
En septembre 2024, une nouvelle grille d'émissions voit le jour. Elle est basée sur un concept de soirée continue déclinée en plusieurs entités (Bonsoir chez vous, Bonsoir le prime, Bonsoir le Club, Bonsoir le débat, Bonsoir l'Amérique, Bonsoir le foot). Les productions propres de la chaîne se déclinent en 5 heures quasi continues de programmes mêlant culture, actualités, débats, sports et questions de société. Cette rationalisation des programmes autour d'une identité commune ne permet pas d'atteindre les objectifs d'audience fixés.

## Organisation
- Président (exécutif) du Conseil d'administration : François Le Hodey[20]
- Directeur de l'information : Martin Buxant[source secondaire souhaitée]
- Directeur général : Stéphane Rosenblatt

### Capital
Le capital initial, de 4,5 millions d'euro, provient des trois fondateurs (Joan Condijts, Martin Buxant et Boris Portnoy), ainsi que de quatre partenaires : Belfius, Ice-Patrimonials (Jean-Pierre Lutgen), Besix et Giles Daoust (administrateur délégué de Daoust et Title Media).

## Diffusion
La chaîne est diffusée sur le site internet et l'application de LN24 ainsi que sur le câble et en IPTV.
Câble
- VOO : chaîne no 16
- Orange : chaîne no 90
- Telenet : chaîne no 16 (Wallonie et Bruxelles) ou no 140 (Flandre)

IPTV
- Proximus TV : chaîne no 18 (Wallonie et Bruxelles), no 42 (Bruxelles liste néerlandophone) ou no 268 (Flandre)
- Scarlet : chaîne no 24
- Tadaam TV : chaîne no 20